# 바레인 디나르
바레인 디나르(아랍어:  دينار)는 바레인의 통화이다. 공식 코드는 BHD이다. 1 디나르는 1000 필스로 나뉜다. 디나르라는 이름은 고대 로마의 은화 명칭에서 유래한다고 전한다. 바레인 디나르는 걸프 루피를 10 루피 = 1 디나르의 비율로 대체하기 위해 도입되었다. 바레인 디나르는 아랍어로 .د.ب 로 쓰거나 라틴어로 BD라고 쓴다.

## 동전
1965년, 액면 1, 5, 10, 25, 50, 100 필스 동전이 도입되었다. 1 ,5, 10 필스 동전은 청동으로 만들었고 다른 동전은 백동으로 만들었다. 1 필스 동전은 1966년 이후 발행되지 않으며 유통도 되지 않는다. 1992년 5, 10 필스 동전은 황동으로 제조하고 있다. 함께 100필스 짜리 동전은 바이메탈 동전으로 만들게 되었다. 바이메탈 동전인 500필스는 2000년에 도입되었다.

## 지폐
1965년 바레인 통화 기관은 100 필스, ¼, ½, 1, 5, 10 디나르 지폐를 발행하기로 결정하였다. 1973년 바레인 통화기구(the Bahrain Monetary Agency)가 조폐 발행권을 이관받았다. 이때부터 ½, 1, 5, 10, 20 디나르만 발행 및 유통되었다. 2006년 통화기구의 명칭이 바레인 중앙 은행으로 개칭되었지만 아직까지 화폐에 새로운 이름은 명시되지 않은 채 여전히 바레인 통화 기구로 표시되어 통용되고 있다.
| 현재의 시리즈 | 현재의 시리즈 | 현재의 시리즈 | 현재의 시리즈 | 현재의 시리즈 | 현재의 시리즈 |
| 그림          | 그림          | 액면          | 색            | 설명          | 설명          |
| 앞면          | 뒷면          | 액면          | 색            | 앞면          | 뒷면          |
| ------------- | ------------- | ------------- | ------------- | ------------- | ------------- |
|               |               | ½ 디나르      | 갈색          |               |               |
|               |               | 1 디나르      | 빨간색        |               |               |
|               |               | 5 디나르      | 파란색        |               |               |
|               |               | 10 디나르     | 녹색          |               |               |
|               |               | 20 디나르     | 보라색        |               |               |

## 고정 환율
1980년 12월에 디나르는 공식적으로 IMF의 특별인출권(Special Drawing Rights, SDRs)에 고정되었다. 관행적으로 1 바레인 디나르는 2.65957달러이다. 이 기준은 2001년 공식 제정된 것으로 몰타가 유로화를 도입하기 전까지 바레인 디나르는 세계에서 세 번째로 가치가 높은 통화였다. 현재는 두 번째로 가치가 높은 화폐이다.

## 같이 보기
- 바레인의 경제